# Andreas Bjelland
Andreas Bjelland né le 11 juillet 1988 à Fredensborg au Danemark, est un footballeur international danois qui évolue comme défenseur central.

## Biographie

### En club
Le 2 juillet 2015 il rejoint l'Angleterre en signant pour trois ans en faveur du Brentford FC, qui évolue alors en Championship (deuxième division).
En juillet 2018 Bjelland fait son retour dans son pays natal en rejoignant librement le FC Copenhague.
Le 15 juillet 2021, Andreas Bjelland fait son retour dans le club de ses débuts, le Lyngby BK, sous forme de prêt d'une saison.
Le 21 mai 2022, Bjelland s'engage définitivement avec le Lyngby BK, son contrat avec le FC Copenhague arrivant à expiration il signe librement avec le club. Joueur clé du Lyngby BK, il contribue au maintien de son équipe en première division lors de la saison 2022-2023.

### En sélection
Andreas Bjelland a connu sa première sélection en étant titulaire lors d'un match amical contre la République tchèque (0-0) le 17 novembre 2010 à Aarhus.

## Palmarès
- FC Nordsjælland
  - Champion du Danemark (1) : 2011-2012
  - Vainqueur de la Coupe du Danemark (2) : 2010, 2011
- FC Copenhague
  - Champion du Danemark (1) : 2018-2019